# Frederik Lodewijk van Nassau-Ottweiler
Frederik Lodewijk van Nassau-Ottweiler (Ottweiler, 3 november 1651 o.s. - Saarbrücken, 25 mei 1728) was graaf van Nassau-Ottweiler. Hij erfde in 1721 het vorstendom Nassau-Idstein en in 1723 het graafschap Nassau-Saarbrücken. Hij stamt uit de Walramse Linie van het Huis Nassau.

## Biografie

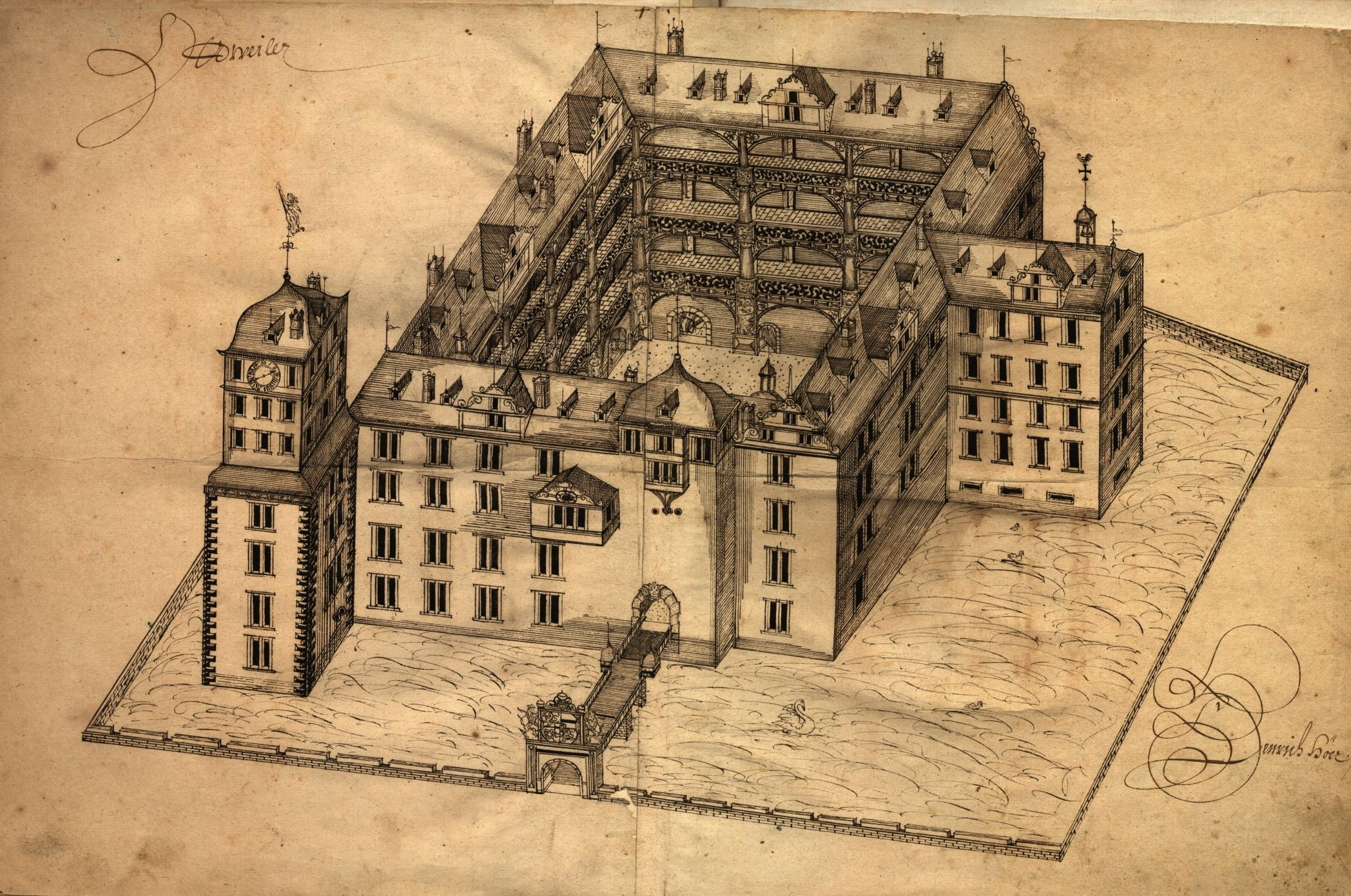
Slot Ottweiler

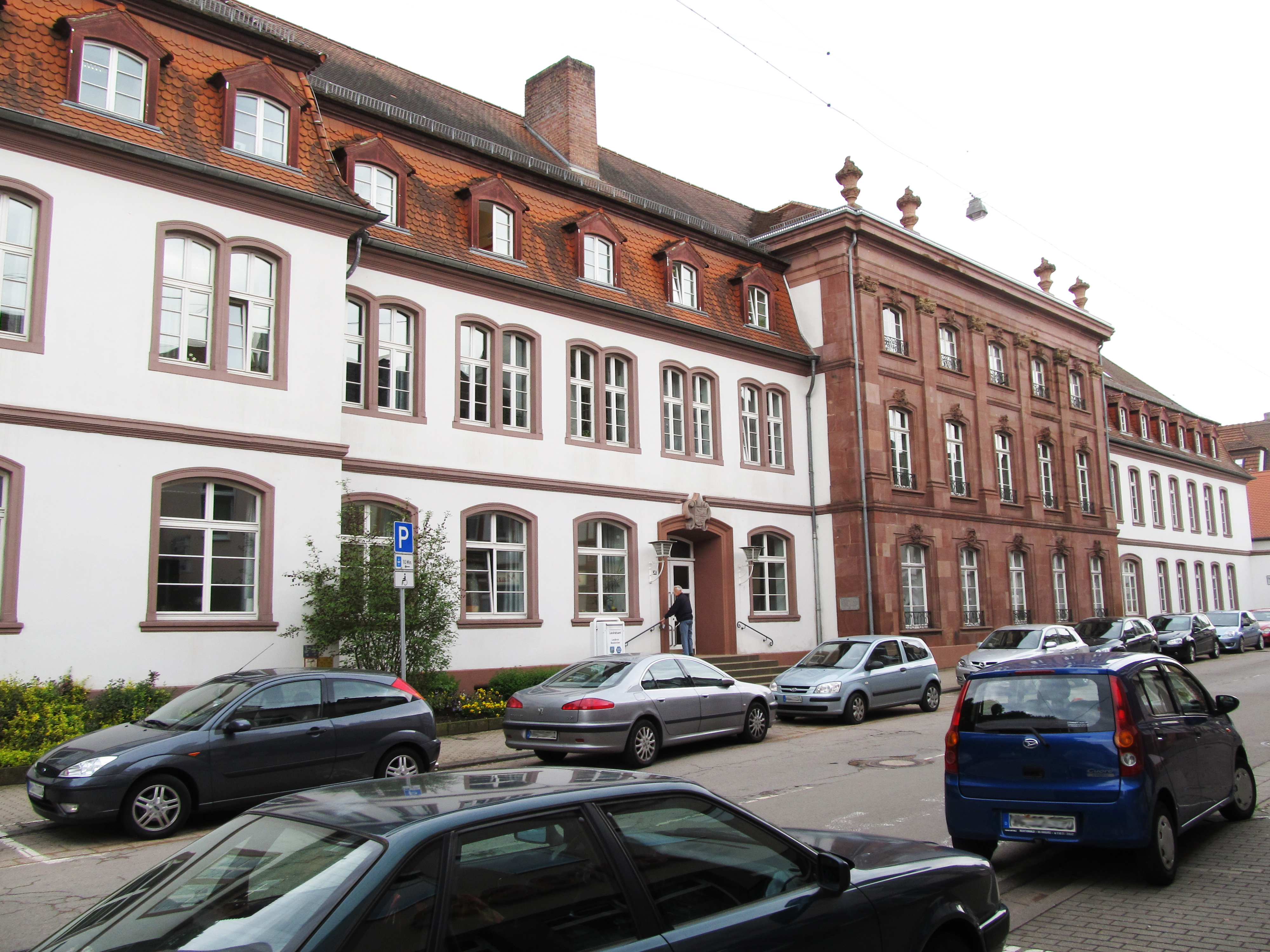
Het voormalige weduwenpaleis in Ottweiler, thans Landratsamt

Frederik Lodewijk was de tweede, maar oudst overlevende, zoon van graaf Johan Lodewijk van Nassau-Ottweiler en Dorothea Catharina van Palts-Birkenfeld-Bischweiler, dochter van paltsgraaf Christiaan I van Palts-Birkenfeld-Bischweiler en Magdalena Catharina van Palts-Zweibrücken.
Frederik Lodewijk studeerde onder begeleiding van zijn opvoeder Johann Wernborner vanaf 1661 in Parijs tot hij op 14-jarige leeftijd in het onder bevel van zijn vader staande Franse regiment infanterie Régiment de Royal-Alsace trad. Toen zijn vader deze post opgaf, verhuisde Frederik Lodewijk naar het Regiment Palts-Birkenfeld, dat in Staatse dienst stond. Hij werd in 1675 overste en op 6 november 1676 kolonel der infanterie en was van 1679 tot 1688 kolonel van het Regiment Walen.
Tijdens de Reünieoorlog volgde Frederik Lodewijk in 1680, na diens abdicatie, zijn vader op. Frederik Lodewijk werd door de Reüniepolitiek gedwongen, koning Lodewijk XIV van Frankrijk voor Ottweiler en Homburg te huldigen. Reeds door eerdere oorlogen was het graafschap Nassau-Ottweiler in hoge schulden geraakt en de bijdragen aan de Fransen verscherpten de situatie. Daarbij kwam dat de Abdij Wadgassen aanspraken op verschillende plaatsen maakte, zoals Neunkirchen en Spiesen. Daartegen spande Frederik Lodewijk een proces aan, dat na jaren in zijn voordeel beslist werd.
Na de Vrede van Rijswijk in 1697 werd de soevereiniteit van Nassau-Ottweiler hersteld. Met de dood van Walraad van Nassau-Usingen in 1702 werd Frederik Lodewijk senior van het hele Huis Nassau en zette hij zich ook voor de andere linies in. Zo keerde hij zich tegen de inbreuken van Lotharingen op het graafschap Saarwerden. Hij drong aan op de teruggave van de plaatsen Saarwerden en Bockenheim. Door de Spaanse Successieoorlog kwam het daarbij tot geen beslissingen. Om het verlies van Bockenheim te vergoeden, stichtte Frederik Lodewijk Neu-Saarwerden (Frans: Ville Neuve de Sarrewerden, in 1794 gefuseerd met Bouquenom tot Sarre-Union) en verleende hij privileges aan de bewoners. De druk van Lotharingen was zo sterk dat Frederik Lodewijk in 1708 de Rijksdag ter hulp riep. Een noemenswaardige verlichting leverde dat niet op. De vredesonderhandelingen tot beëindiging van de Spaanse Successieoorlog gebruikte hij om de belangen van het Huis Nassau te behartigen. Hij bekommerde zich ook om de leenaangelegenheden van het huis met verscheidene leenheren.
Frederik Lodewijk verkreeg in 1703 ten gevolge van zijn eerste huwelijk het leen Rixingen.
Frederik Lodewijk erfde in 1721 samen met zijn neef en schoonzoon Karel Lodewijk van Nassau-Saarbrücken, het vorstendom Nassau-Idstein van hun achterneef George August Samuel van Nassau-Idstein, dat ze gezamenlijk bestuurden. Wegens problemen in het graafschap Saarwerden moest Frederik Lodewijk de hulp van de Boven-Rijnse Kreits inroepen. De troepen van de kreits herstelden de orde.
Frederik Lodewijk erfde in 1723 het graafschap Nassau-Saarbrücken van zijn neef en schoonzoon Karel Lodewijk van Nassau-Saarbrücken, dat met Nassau-Ottweiler werd verenigd tot een vergroot graafschap Nassau-Saarbrücken. In 1725 kwam het tot een heropleving van de processen met de Abdij Wadgassen, die al onder Karel Lodewijk begonnen waren. Daarbij ging het om de heerlijke rechten op het kloostergebied. De abt probeerde de volledige onafhankelijkheid te verkrijgen. De abdij bereikte bij het Rijkskamergerecht enkele successen. Daarentegen wendde Frederik Lodewijk zich tot de Rijksdag en riep de hulp van het Corpus Evangelicorum in. In 1727 besliste het Rijkskamergerecht in de hoofdzaak in het voordeel van Nassau. Tot beslechting van nieuwe geschillen met Lotharingen over Saarwerden werd een keizerlijke commissie ingesteld. Frederik Lodewijk loste in 1726 aan Baden-Durlach de verpande heerlijkheid Lahr in.
Frederik Lodewijk resideerde in verschillende plaatsen, zoals in Saarbrücken, Idstein en Ottweiler. Hoofdresidentie en zetel van de regering bleef Ottweiler. In 1718 liet Frederik Lodewijk de protestantse kerk in Dörrenbach, in 1727 de nieuwe evangelische kerken in Sankt Johann en Neunkirchen bouwen. Daarnaast financierde hij het koor van de stadskerk in Idstein. Om de economie te bevorderen, richtte Frederik Lodewijk in 1723 een glasblazerij op in het Friedrichsthal en in 1724 een andere in het Fischbachtal. Uit de glasblazerij in het Friedrichsthal kwam later de gelijknamige stad voort, op de plaats van de kort bestaande glasblazerij in het Fischbachtal ontstond later Rußhütte. In 1726 stichtte Frederik Lodewijk het dorp Friedrichweiler in de Warndt en in 1727 liet hij Sulzbach opnieuw bevolken. Tijdelijk exploiteerde Frederik Lodewijk de ijzergieterij in Neunkirchen zelf.
Omdat Frederik Lodewijk geen zoons had, werd hij bij zijn overlijden in 1728 opgevolgd door zijn achterneven Karel en Willem Hendrik II van Nassau-Usingen. Frederik Lodewijk werd begraven in Ottweiler.

## Huwelijken en kinderen
Frederik Lodewijk huwde te Slot Gravenstein in Denemarken op 28 juli 1680 met Christiane von Ahlefeldt (Glückstadt, 11 april 1659 - Ottweiler, 2 februari 1695 o.s.), dochter van graaf Frederik von Ahlefeldt en Margaretha Dorothea von Rantzau.

Uit dit huwelijk werden de volgende kinderen geboren:
1. Dorothea Frederica (Ottweiler, 4 december 1681 o.s. - Ottweiler, 14 september 1691).
2. Maria Charlotte (7 januari 1684 n.s. - Ottweiler, 2 juli 1690).
3. Christiane Charlotte (Ottweiler, 2 september 1685 n.s. - Homburg vor der Höhe, 6 november 1761), huwde eerst te Saarbrücken op 22 april 1713 met Karel Lodewijk van Nassau-Saarbrücken (Saarbrücken, 6 januari 1665 - Idstein, 6 december 1723) en daarna te Saarbrücken op 17 oktober 1728 met landgraaf Frederik III van Hessen-Homburg (Cölln an der Spree, 19 mei 1673 - 's-Hertogenbosch, 8 juni 1746).
4. Louise (Ottweiler, 17 december 1686 o.s. - Dhaun, 16 april 1773), huwde te Ottweiler op 19 januari 1704 met wild- en rijngraaf Karel van Salm-Dhaun (Dhaun, 21 september 1675 - Dhaun, 26 maart 1733).
5. Sophia Amalia (Ottweiler, 8/18 oktober 1688 - Hachenburg, 28 mei 1753), huwde te Ottweiler op 9 mei 1708 met graaf George Frederik van Sayn-Hachenburg (Farnroda, 3 maart 1683 - Hachenburg, 14 maart 1749).
6. Maria Charlotte (Ottweiler, 3 december 1690 - Ottweiler, 15 maart 1714).
7. Dorothea (Ottweiler, 18 maart 1692 - Püttlingen, 17 december 1740), huwde te Ottweiler 8 februari 1721 met wild- en rijngraaf Walraad van Salm-Dhaun (Dhaun, 25 april 1686 - 18 september 1730).
8. Eleonora (Ottweiler, 3 september 1693 - Ottweiler, 26 september 1693).

Frederik Lodewijk hertrouwde te Dhaun in september 1697 met Louise Sophia van Hanau-Lichtenberg-Bischofsheim (11 april 1662 - Ottweiler, 9 april 1751), dochter van graaf Johan Reinhard van Hanau-Lichtenberg-Bischofsheim en Anna Magdalena van Palts-Birkenfeld-Bischweiler.

Uit dit huwelijk werd geboren:
1. Doodgeboren zoon (6 oktober 1698).